# سکیایادو، چیبا
سکیایادو، چیبا (به لاتین: Sekiyado) یک منطقهٔ مسکونی در ژاپن است که در کانتو واقع شده‌است. سکیایادو ۳۰٬۷۱۰ نفر جمعیت دارد.